# مصطفی‌قلی بیات
مصطفی‌قلی خان صمصام‌الملک بیات (زاده ۱۲۶۷ در اراک – مرگ ۱۳۱۶ در آلمان) از مدیران تکنوکرات دوره پهلوی و بنیانگذار کشاورزی نوین ایران و بنیان‌گذار دانشکده کشاورزی کرج (که اکنون دانشکدگان کشاورزی و منابع طبیعی دانشگاه تهران خوانده می‌شود) همچنین بنیان‌گذار مؤسسه تحقیقات علوم دامی ایران و مؤسسه تحقیقات واکسن و سرم‌سازی رازی بود. وی در اواخر عمر به عنوان وزیر کشاورزی ایران مشغول به فعالیت شد. باغ نمونه کشاورزی کرج از دیگر اقدامات اوست. در سال ۱۳۲۵ به پاس خدماتش مجسمه نیم‌تنه او در باغ کشاورزی کرج نصب شد.

## زندگی
پدرش حاج عباسقلی‌خان سهم‌الملک، ملاک و نماینده مجلس، برادر کوچکترش مرتضی‌قلی خان سهام‌السلطان بود که به نخست‌وزیری رسید و برادر بزرگترش شیخ نصرت‌الله شیخ‌العراقین از روحانیونی بود که در دوره رضاشاه به نمایندگی رسید. او همچنین خواهرزاده دکتر محمد مصدق بود.

مصطفی‌قلی خان تحصیلات ابتدایی را نزد معلمان خصوصی فراگرفت. سپس به مدت دو سال به روسیه رفت تا فنون نظامی فرا گیرد، پس از آن که نتوانست نظام خشن و بدون انعطاف ارتش روسیه را تحمل کند به ایران بازگشت و به کشاورزی مشغول شد.

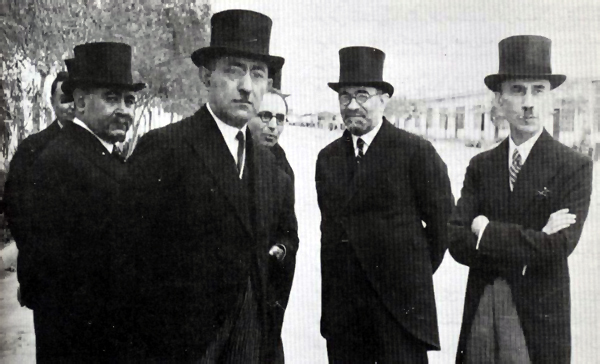
از راست: علی منصور، محمدعلی فروغی، مصطفی‌قلی بیات، علی‌اکبر داور و محمود جم

در ۱۲۹۶ دوباره به اروپا رفت و در فرانسه به مدت چهار سال در رشته کشاورزی تحصیل کرد و از مدرسه ملی کشاورزی گرینیون فارغ‌التحصیل شد. پس از بازگشت به ایران به استخدام وزارت فلاحت، فوائد عامه و تجارت درآمد و به معاونت این وزارتخانه رسید.
در شهریور ۱۳۰۳ سردار سپه رضاخان رئیس‌الوزرا در کابینه خود تغییراتی داد و عبدالحسین تیمورتاش را به وزارت فلاحت، فوائد عامه و تجارت منصوب کرد. بیات در دولتهای بعدی نیز همچنان معاون وزیران فوائد عامه مختلف ماند تا شانزدهم فروردین ۱۳۰۹ که این وزارتخانه منحل شد و به جای آن دو وزارتخانه اقتصاد ملی و طرق و شوارع تشکیل شد. محمدعلی فروغی به وزارت اقتصاد ملی تعیین شد و بلافاصله بیات را به معاونت خود انتخاب کرد. در دی ۱۳۰۹ مهدی‌قلی هدایت در کابینه خود تغییراتی داد. در این تغییرات بیات نیز تغییر سمت داد و به معاونت وزارت کشور تعیین شد. در شهریور ۱۳۱۲ مهدی‌قلی هدایت از رئیس‌الوزرایی کناره‌گیری کرد و محمدعلی فروغی وزیر امور خارجه به نخست‌وزیری منصوب شد. او بیات را به ریاست اداره کل فلاحت و صناعت منصوب کرد که معاون وزیر اقتصاد ملی نیز محسوب می‌شد. این وزارتخانه وزیر نداشت و مستقیم زیر نظر فروغی اداره می‌شد.
در اسفند ۱۳۱۳ اداره کل صناعت جدا شد و بیات رئیس اداره کل فلاحت باقی ماند. در آذر ۱۳۱۴ که محمود جم به نخست‌وزیری رسید بیات در سمت خود ابقا شد. مصطفی‌قلی بیات در سال ۱۳۱۶ در ۴۹ سالگی به مرگ زودرس در آلمان وفات یافت.

## خدمات و آثار

نخستین استادان مدرسه عالی فلاحت و صنایع روستایی ۱۳۰۸ ش
ایستاده از راست: محمود معاضد، تقی بهرامی، میرخانی، اسفندیار اسفندیاری، ناشناس و رحمت‌الله شیبانی. نشسته از راست: جلال افشار، پرالما فرانسوی، احمدحسین عدل، مصطفی قلی بیات، لونی فرانسوی، محمدمظاهر صدیق‌حضرت، مرتضی گلسرخی.

بیات از بنیانگذاران کشاورزی نوین ایران و مؤسس دانشکده کشاورزی کرج بود. باغ نمونه کشاورزی کرج از اقدامات اوست.

او برای پیشگیری امراض دامی به تأسیس مؤسسه تحقیقات واکسن و سرم‌سازی رازی و تربیت گروهی از دامپزشکان همت گماشت. او همچنین با فعال کردن مدرسه فلاحت مقدمات تأسیس دانشکده کشاورزی را فراهم آورد. در دوران خدمت او شعب خاصی برای امور دفع آفات، جنگلبانی و ایستگاه‌های کشاورزی پی‌ریزی شد.

در سالهای ۱۳۰۲ و ۱۳۰۳، همه‌گیری طاعون گاوی در اردبیل و همدان ظاهر شد و به تهران رسید. از آنجا که در آن زمان به غیر از انستیتو پاستور تشکیلات مسنجم پزشکی و دامپزشکی دیگری در کشور وجود نداشت، به ناچار برای تشخیص بیماری به این مؤسسه مراجعه شد. اواسط سال ۱۳۰۳ مصطفی‌قلی بیات در مقام معاونت وزارتخانه فوائد عامه، مبارزه با طاعون گاوی را سرلوحه اقدامات خود قرار داد.

او نخستین دبیرستان پسرانه اراک را تأسیس کرد که صمصامیه نام گرفت.

بیات همچنین تمام هزینه اقامت پنج ساله علینقی وزیری در اروپا را که به منظور تحصیل موسیقی انجام شده‌بود تقبل کرد.

## کانون فرهنگی ایران جوان
اولین گروه جوانان تحصیل کرده در اروپا که در سالهای پایانی جنگ جهانی اول به ایران بازگشتند کانون فرهنگی ایران جوان را با هدف اشاعه تمدن جدید و ترویج جنبه مثبت تمدن غرب تأسیس کردند. مؤسسان آن عبارت بوند از حسین افشار، مشرف نفیسی، رستم جمشیدیان، حسن شقاقی، علی‌اکبر سیاسی و محمود افشار. این کانون در بدو امر به مرام و مسلک افراد توجهی نداشت و اعضای آن منحصر می‌شد به جوانان تحصیل‌کرده در اروپا و آشنا با طرز فکر جدید. مدتی بعد حسن شهرت و تحصیلات بالاتر از لیسانس نیز به شرایط عضویت افزوده شد. در سال ۱۳۰۰ خورشیدی مرامنامه کانون انتشار یافت که اهم موارد آن عبارت بودند از استقرار حکومت عرفی در ایران، جدایی دین از سیاست، الغای کاپیتولاسیون، احداث راه‌آهن، محدود کردن کشت تریاک و مبارزه با افیون، تأسیس مدارس دخترانه و اجباری کردن آموزش ابتدایی و رفع موانع ترقی زنان.

پس از انتشار روزنامه ایران جوان، این کانون به حزب تبدیل شد. با تأسیس حزب ایران که تیمورتاش، وزیر دربار رضا شاه بانی آن بود و برقراری نظام تک حزبی گمان انحلال آن می‌رفت که با کوشش و ابتکار مصطفی‌قلی بیات به صورت کانون فرهنگی به فعالیت خود ادامه داد.

حزب ایران جوان در دوره ششم انتخابات مجلس هفت نفر از اعضای خود را نامزد کرد و در آگهی تبلیغاتی خود میرزا مصطفی‌قلی خان بیات فارغ‌التحصیل از مدرسه عالی فلاحت فرانسه و معاون وزارت فوائد عامه را بعنوان یکی از هفت نماینده منتخب خود معرفی کرد.

## خانواده
مصطفی‌قلی بیات برادر مرتضی‌قلی بیات نخست‌وزیر ایران در دوره محمدرضا شاه پهلوی و شیخ نصرت‌الله شیخ‌العراقین بیات نماینده مجلس شورای ملی و خواهرزاده دکتر محمد مصدق بود.